# 4380 Ґеєр
4380 Ґеєр (4380 Geyer) — астероїд головного поясу, відкритий 14 серпня 1988 року.
Тіссеранів параметр щодо Юпітера — 3,215.